# Vadászgörény
A vadászgörény vagy házi görény (Mustela putorius furo) emlős állat, a vad európai közönséges görény (Mustela putorius) háziasított változata. Közeli rokona a mezei avagy molnárgörény. A közhiedelemmel ellentétben a görények nem rágcsálók, hanem ragadozók: a menyétfélék családjába tartoznak, ugyanoda, ahova a menyétek, borzok, vidrák is. Vadon élő vadászgörény-közönséges görény hibridek többfelé léteznek, a legnépesebb populáció Új-Zélandon. Eredetileg patkányra, egérre, üregi nyúlra vadásztak vele, ma már egyre többen csak hobbiállatnak tartják.

## Származása, elterjedése
Háziasításuk pontos időpontja nem ismert, maradványaik kb. i. e. 1500-tól fellelhetők. Feltételezések szerint már az ókori egyiptomiaknak is voltak görényeik, de sokkal valószínűbb, hogy az odalátogató európaiak macskákkal találkoztak. Már Aristoteles is ír róla iktis néven, Plinius pedig viverra néven említi. I. e. 6-ban Augustus görényeket küldött a Baleár-szigetekre az elszaporodott nyúlpopuláció ellen. A vadászatra használt görényeket nagy becsben tartó rómaiaknál megjelent festményeken, szobrokon, mint a városállamot a rágcsálóktól védő, háziasított ragadozó. Számos művészi ábrázolásuk ismert, így például a Leonardo da Vinci által megfestett Hölgy hermelinnel, amely valójában nem hermelint, hanem vadászgörényt ábrázol.

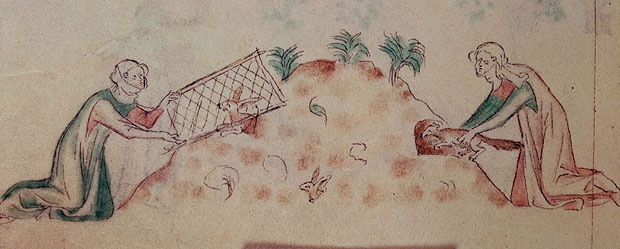
Asszonyok vadásznak – illusztráció 1316-1321-ből

I. Erzsébet angol királynő ajándékként osztogatta a vadászgörényeket, amiket azután nagy becsben tartottak. A Brit Fegyveres Erők 1. zászlóaljának (a walesi herceg saját alakulata) is egy vadászgörény a kabalaállata. Az Újvilágba először a 17. században vittek görényeket, 1860-tól a második világháború kezdetéig magtárak védelmére használták őket a Vadnyugaton.
Vad változatát, a mezei görényt főleg molnárok használták a magtárak védelmére a magokat megdézsmálni kívánó rágcsálók ellen, amely helyek azután a görények vadászterületévé váltak. Valószínűleg a magyar molnárgörény kifejezés is innen eredhet. Az állat prémjét hasznosították, illetve ma is felhasználják. Házi kedvencekként az 1970-es években lettek népszerűek, dr. Wendy Winstead country-zenész, állatorvosnak köszönhetően, aki hírességeknek adott el vadászgörényeket, és a TV-ben is feltűnt saját állataival.

## Megjelenése
A háziasítás és szelekció többféle színváltozatát alakította ki a fehértől a szürkén és barnán át a „vadasnak” nevezett árnyalatokig.

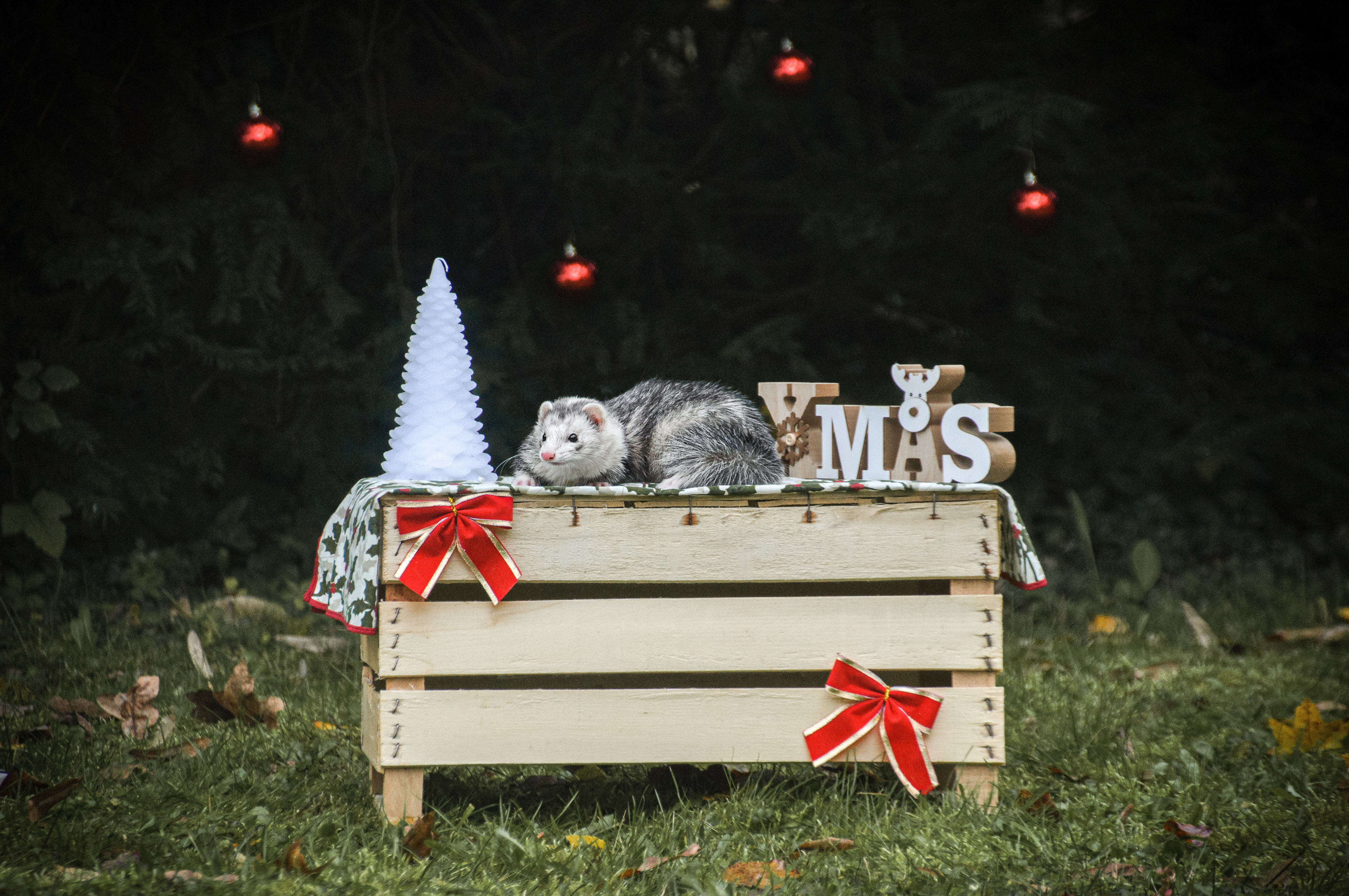
szürke színű görény

## Életmódja, élőhelye
A vad görénytől eltérően a vadászgörények már nem képesek vadon megélni. A közönséges görénynél lényegesen jobban tolerálja már az emberi betegségeket és étrendet. Természetes kíváncsiságán túl érzelmi kötődést is kialakít gazdájával.

### Általános viselkedésmódja
A görények napi 14-18 órát alszanak, de amikor ébren vannak, nagyon aktívak, fáradhatatlanul fedezik föl környezetüket. A görények szürkületi állatok, ami azt jelenti, hogy hajnalban és alkonyatkor aktívak. Ennek ellenére nagyon könnyen alkalmazkodnak gazdájuk életritmusához. Ha ketrecben tartják, ki kell engedni naponta pár órára, hogy meglegyen a testmozgása, és kielégíthesse a kíváncsiságát. Ha túl sokáig tartják őket ketrecben, mozgásképtelenné és depresszióssá válnak. A görények a macskákhoz hasonlóan alomra szoktathatók, de ez nem minden esetben jár teljes sikerrel, előfordulhatnak véletlen vagy szándékos balesetek.

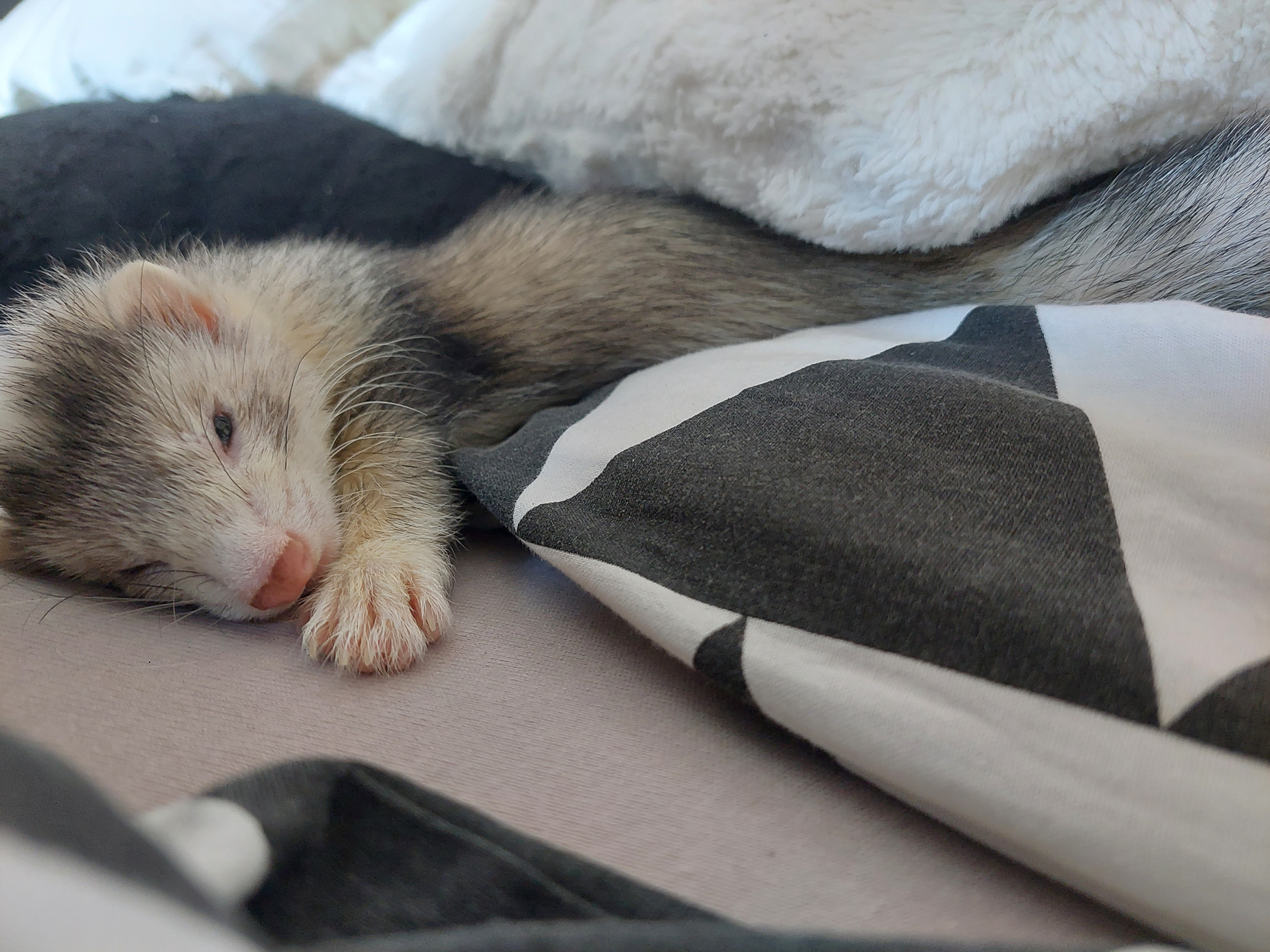
ágyban alvó görény

Szívesen tartózkodnak a természetben gazdájukkal, de nem szabad nagyon szabadjára engedni őket, mert ész és félelem nélkül másznak bele bármilyen lyukba, amit csak találnak. Fokozottan kell rájuk figyelni és ajánlott őket pórázon tartani. Különféle speciális görénypórázok léteznek, a H alakú hám a legelterjedtebb. A nyakörvek használhatatlanok görények esetében, mivel a nyakuk ugyanolyan vastag, mint a fejük, így egyszerűen kibújnak belőle.
Nyáron figyelni kell a szúnyogokra és a kullancsokra, mert a görények fogékonyak az ezek által terjesztett betegségekre. A kullancsok Lyme kórt terjesztenek, a szúnyogok szívférget, és nyugat-nílusi vírust terjeszthetnek. A bolhák extrém mértékű viszketést okoznak, és hordozói a gyűrűsférgeknek, amelyek potenciálisan megölhetnek egy görényt annak kis mérete miatt. A kis méret miatt a görények áldozatává válhatnak ragadozó madaraknak, és nagyobb kígyóknak, és a méhek, darazsak, pókok is veszélyesek lehetnek.

### Különleges viselkedésmódok

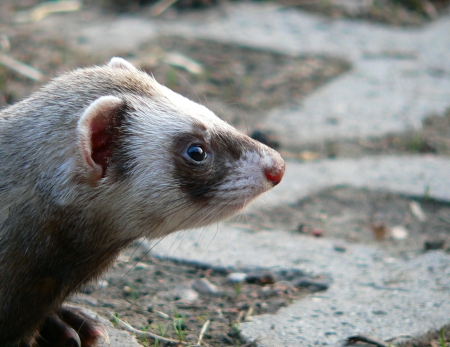
Feszülten figyelő görény

A vadászgörényeknek egy egész sor furcsa szokása van, amik vagy kedvessé vagy elviselhetetlenné teszik őket néhány ember számára. Kedvenc szórakozásuk mindenféle tárgyat összeszedni, és elrejteni azokat mindenféle „dugihelyen”. Nagyon nehéz megjósolni, hogy mit tart a görény eldugásra érdemesnek. Az eldugott játékaik mellett a gazdik találtak már zoknikat, öt kilós hagymás zsákot, kulcsokat, számológépeket, ezüsttárgyakat, szivacsokat, stb. A görények szokása szétszakítani mindent, hogy megnézzék, mi van bennük. Erős érdeklődést mutatnak a lyukak, csövek és egyéb kis zárt területek iránt. Ez teszi őket alkalmassá patkányozásra, és olyan feladatok ellátására, mint vezetékek behúzása csövekbe, illetve ez hajlamosítja őket eltűnésre. A görények ugyanakkor nagyon kíváncsi állatok, és aránylag bátrak. Emiatt gyakran kerülnek veszélyes helyzetekbe, ha nagyobb állatokkal kezdeményeznek harcot vagy játékot. A kíváncsiságuk miatt csavaroghatnak el hazulról olyan messzire, hogy nem találnak vissza. Habár a görények többet alszanak, mint a többi háziállat, rendszerint nagyon aktívak, amikor ébren vannak. Rengeteg energiát tudnak a játékba fektetni, és ez sok lehet más kedvenceknek, főleg idősebb állatoknak, akik zaklatásnak veszik a görények makacs hozzáállását.

#### A „harci tánc” vagy „pattogás”
Könnyű összetéveszteni ezt a játékra való felhívást/boldogság kifejezését egy fenyegető gesztussal. A testtartás merevvé válik, szélesre tárt állkapcsokkal, futólagos szemkontaktussal, pattogással, és a fej forgatásával, a hát meghajlításával, a szőr felborzolásával, és ugrálással oldalra vagy hátra, a tervezett játszótárs felé fordulva. Gyakran jár vele izgatott makogás, és fújtatásszerű hang, ami olyan, mint a sziszegés. Megfelelő válasz esetén ez a viselkedés szokás szerint átmegy bújócskába vagy birkózásba. A görények harci tánc közben gyakran hasra esnek, keresztülbuknak különböző tárgyakon, vagy elgáncsolják magukat, vicces pillanatokat szerezve a gazdinak.

### Étrendje

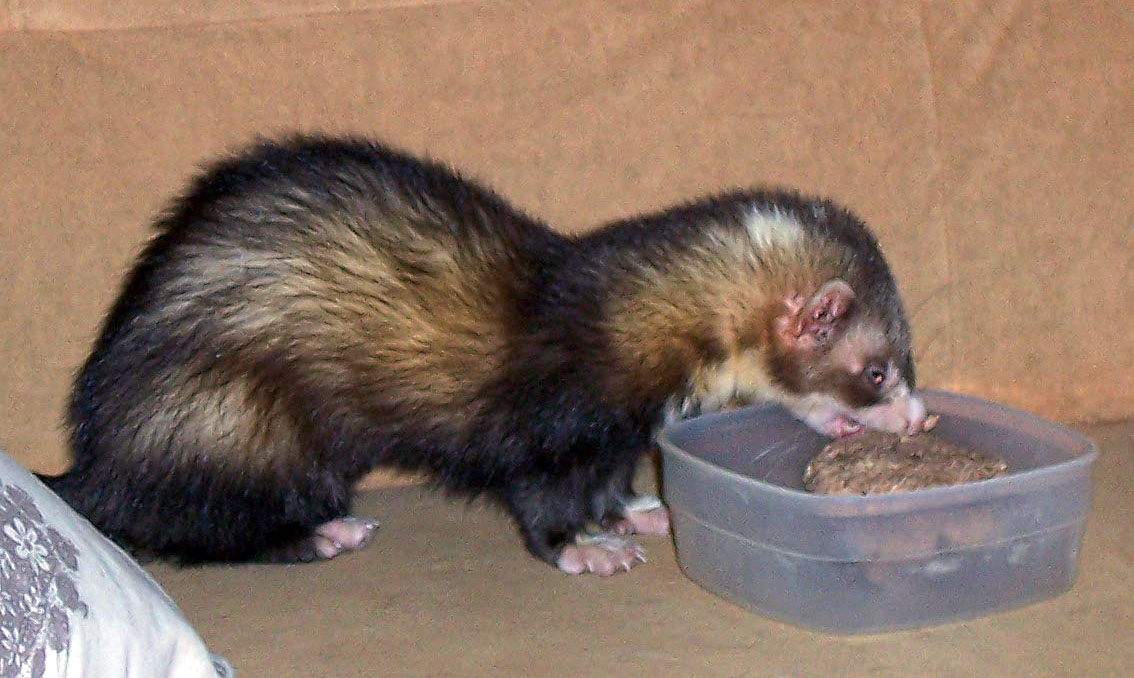
Táplálkozó görény

A görények ragadozók, természetes étrendjük csak a zsákmányállatokból (hús, csontok, belek, bőr, szőr, egyebek) áll. Képtelenek megemészteni a növényi táplálékot. Nagy választékban kaphatók görénytápok az állatboltokban. Macska- vagy kölyökmacska-eledel is megteszi, feltéve, hogy biztosítja a görény anyagcseréjéhez szükséges proteint és zsírt. Ennek ellenére a macskatápok nem biztosítják tökéletesen a görények táplálását, a kifejezetten görények részére készült tápok jobbak. Az ideális görénytáp 32-38% proteint, és 15-20% zsírt tartalmaz, és a három fő összetevője hús alapú. A görények kedvelik az édességeket, ilyesmit nagyon ritkán szabad csak nekik adni, mivel magas cukortartalmuk cukorbetegséget vagy más problémát okozhat. Szeretik elrejteni az élelmet. Lehetséges, hogy felhalmoznak egy nagy adag mazsolát, és egyszerre fogyasztják el, ami komoly egészségi kockázatot jelent. A vadászgörény eredendően laktózérzékeny. Ezáltal semmilyen tejterméket nem fogyaszthat. A nyers csirkecombot vagy szárnyat nyugodtan oda lehet nekik adni, de sózott ételt sohasem.

## Szaporodása
Általában március–május között párzik. A nőstény 41–42 napig vemhes, majd többnyire 4–6 kölyköt hoz a világra. Az újszülöttek szeme egy hónapos korukban nyílik ki. Önállóvá körülbelül három hónaposan, ivaréretté nagyjából 7-8 hónapos korukban válnak, amit a bunda pézsmaszagának felerősödése jelez. A nőstény görények évente kétszer tüzelnek, tavasszal és ősszel. A tüzelés jelei a megnagyobbodott péra és a fokozott illatanyag-termelés. Vadon élő, párzásra kész görények a szag alapján találják meg egymást. A párzás többnyire 1-2 héten belül sorra is kerül, és kialakul a vemhesség. Amennyiben nem kerül sor a párzásra, akkor a nőstény túltüzel, és ebbe nagy valószínűséggel bele is pusztul.
Emberi szemmel nézve a görények párzása elég brutálisnak tűnhet. A hím, miután meggyőződött róla, hogy valóban egy tüzelő nősténnyel van dolga, szájzáras harapással megragadja a nőstény marját, és órákig "fárasztja". Csak akkor kerül sor a párzásra, amikor a nősténynek már nincs ereje mozdulni, és "megadta magát".
A sikeres párzást és a vemhesség kezdetét a péra visszahúzódása jelzi. Bizonyos esetekben álvemhesség is kialakulhat, ilyenkor a nőstény pár héten belül újra tüzelni kezd. A vemhesség alatt a nőstény viselkedése és hangulata ingadozó lehet, egyre inkább rámolóssá válik, ahogy készül a kölykök születésére, illetve a gazdája felé is vadabban viselkedhet. A vemhesség utolsó hetében már jól láthatóan hullámzik a mama hasa, ahogy az új generáció birkózik a méhében.
A párzást követő 40-42. napon születnek meg a kisgörények. Számuk teljesen változó, általában 5-6 darab, de előfordulhat az is, hogy csak 1, vagy akár 12 kölyök is születik. Születéskor méretük körülbelül kisujjnyi, de az elkövetkező hetekben igen gyorsan nőnek. Az első 3-4 hétben anyjuk tején élnek, 3 hetes koruktól kezdi anyjuk hússal táplálni őket. 4-5 hetes korukban nyílik ki a szemük. 8 hetes korukra már elválaszthatók anyjuktól, bundájuk teljesen kifejlődik, és megélnek az anyatej nélkül is. Méretük ekkorra már majdnem egy felnőtt görény mérete. A görények átlagosan 6–10 évet élnek, de némelyik példány akár 15 évet is.

### Vadászat görényekkel
Több évszázadon át a görényeket főleg vadászatra használták. Hosszú, hajlékony termetükkel és kíváncsi természetükkel kiválóan alkalmasak különféle, üregben élő állatok, főleg nyulak és egyéb rágcsálók hajtására. Néhány országban – főleg az Egyesült Királyságban és Ausztráliában, ahol a nyulak kártevőnek számítanak – mindmáig vadásznak görényekkel: egy görény és egy háló kombinációja még ma is hatékonyabb bármilyen modern vadásztechnikánál. A görényt beengedik a lyukba, a kijáratok elé hálókat tesznek, a menekülő nyulakat pedig egyszerűen fejbe verik. Ez a gyakorlat illegális néhány olyan országban, amelyekben aggódnak a vadállomány egyensúlyának felborulása miatt.

## A görény, mint hobbiállat
A kis állatok tele vannak energiával, kíváncsisággal, intenzíven figyelik a környezetüket, emberközpontúbbak, mint a macskák, igen sok törődést, játékot és odafigyelést igényelnek a gazdájuktól.

### Veszélyforrások
Nagyon kíváncsiak, bemásznak bármilyen lyukba – legyen az falon, szekrényen vagy háztartási gépeken – és természetesen meg is sérülhetnek, vagy bele is pusztulhatnak, ha közvetlen kapcsolatba kerülnek elektromos vezetékekkel, ventilátorokkal, vagy egyéb veszélyes dolgokkal. Megrágcsálják a puha tárgyakat, legyenek azok gumiból, polisztirol habból vagy szivacsból, attól függetlenül, hogy ezek szigetelések, vagy játékok. A textil térelválasztók, függönyök nem számítanak akadálynak, és képesek kinyitni a nem megfelelően bezárt szekrényeket és ajtókat, a szellőzőnyílásokon pedig hamar kijutnak a szabadba. A kutyákkal és macskákkal ellentétben a görényeknek nincs hazatérő ösztönük és nem tudnak életben maradni, ha elkóborolnak. Ha nem találják meg őket, napokon belül elpusztulnak. Az összecsukható bútorok az első számú halálos veszélyforrások a görények számára. Gyakran bemásznak a rugók közé, és összelapulnak vagy megsérülnek, amikor kinyitják vagy becsukják a bútort. Ezért azoknak, akik görénytartásra vállalkoznak figyelembe kell venniük ezeket a tényezőket.

#### Beteg görény táplálása
Ha egy görény nem eszik eleget és túl sokat veszít testtömegéből, az biztos jele a betegségnek. Ilyenkor orvoshoz kell vinni. A beteg vagy lábadozó görény gyakran különleges táplálást igényel. Néha a kézzel etetés is szükséges lehet. Különféle recept létezik, ezeket általánosan "kacsalevesnek" hívják, de nem azért, mert kacsából készülnek, hanem mert először egy Lucky Duck (Szerencsés Kacsa) nevű görény gyógyításánál alkalmazták sikeresen.

## Görénybiológia és egészségi problémák
Mint más ragadozóknak, a görényeknek is van bűzmirigyük, ami a végbélnyílásukba torkollik. Ennek váladékát használják jelölésre, védekezésre és egyéb szagos tevékenységekhez. Kimutatták, hogy a görények fel tudják ismerni, hogy hím, vagy nőstény szagról van-e szó, de az egyes egyedek megkülönböztetése nem megy nekik. Bűzmirigyet eregetnek, ha megijesztik őket, harc közben, vagy ha nagyon ellazulnak, de a bűzmirigyszag 5-10 percen belül eltűnik. Az USA-ban a legtöbb hobbigörénynek eltávolítják a bűzmirigyét, de ez nem befolyásolja az állat természetes pézsmaszagát. A pézsmaszagot az állat ivartalanításával lehet csökkenteni, mivel az ivaros hímek és nőstények ez alapján találják meg egymást a párzási időszakban. Az Egyesült Királyságban egészségi problémák kivételével illegális eltávolítani a görények bűzmirigyét, és szükségtelen csonkításnak számít.
A házi görényekre nagyon sok betegség leselkedik. A leggyakoribbak ezek közül a különböző rákfélék, főként a mellékvesében és a hasnyálmirigyben, illetve fehérvérűség. Néhány vérvonalnak genetikai problémái is lehetnek, például Waardenburg szindróma (süketség).

### Játék
A görények társas állatok, szeretnek játszani, és boldogan teszik ezt emberekkel is. A "játék" a görény számára bújócska- vagy fogócskaszerű dolgokat jelent. A fogócskában vagy a görény kapja el az embert, vagy az embernek kell megpróbálnia elkapni a görényt. A görény nem harap bele emberi játszótársába, hanem gyengéden megfogja az ujját, és körbefordul vele. Természetesen ha bántjuk vagy fájdalmat okozunk neki, akkor beleharap az emberbe. Harapása erős, az ember bőrét, főleg a gyerekekét átlyukasztja, de megfelelően nevelt, háziasított görény nagyon ritkán harap embert.
A legtöbb, macskáknak, kutyáknak készült játék jó a görénynek is. A könnyen morzsolódó gumiból vagy habból készült játékokat kerülni kell, mivel a lenyelt darabkák bélelzáródást okozhatnak. A görények imádnak kötélhúzósat, rángatósat, cibálósat játszani a játékaikkal vagy plüssállatokkal. Rendszeresen birkóznak, verekszenek egymással és a gazdájukkal, ami sokszor vérre menő küzdelemnek tűnik, bár nem az. Ezekkel a verekedésekkel döntik el a rangsort, tehát ebbe csak speciális esetekben érdemes közbeavatkozni, például ha az egyik állat tényleg meg akarja fojtani a másikat.
Ha nagyon izgatottak, előadják a "görény harci táncot". Ide-oda pattognak, szaladgálnak, és közben halkan makognak. A görények nagyon szeretnek játszani, és az evés, alvás mellett a legtöbb idejüket ezzel töltik. Szeretnek kisebb tárgyakat ellopni, bármit aminek valami értéke van, érdemes a hatókörükön kívül tartani. Ugyanakkor náluk sokkal nagyobb tárgyakat is arrébb tudnak lökdösni.

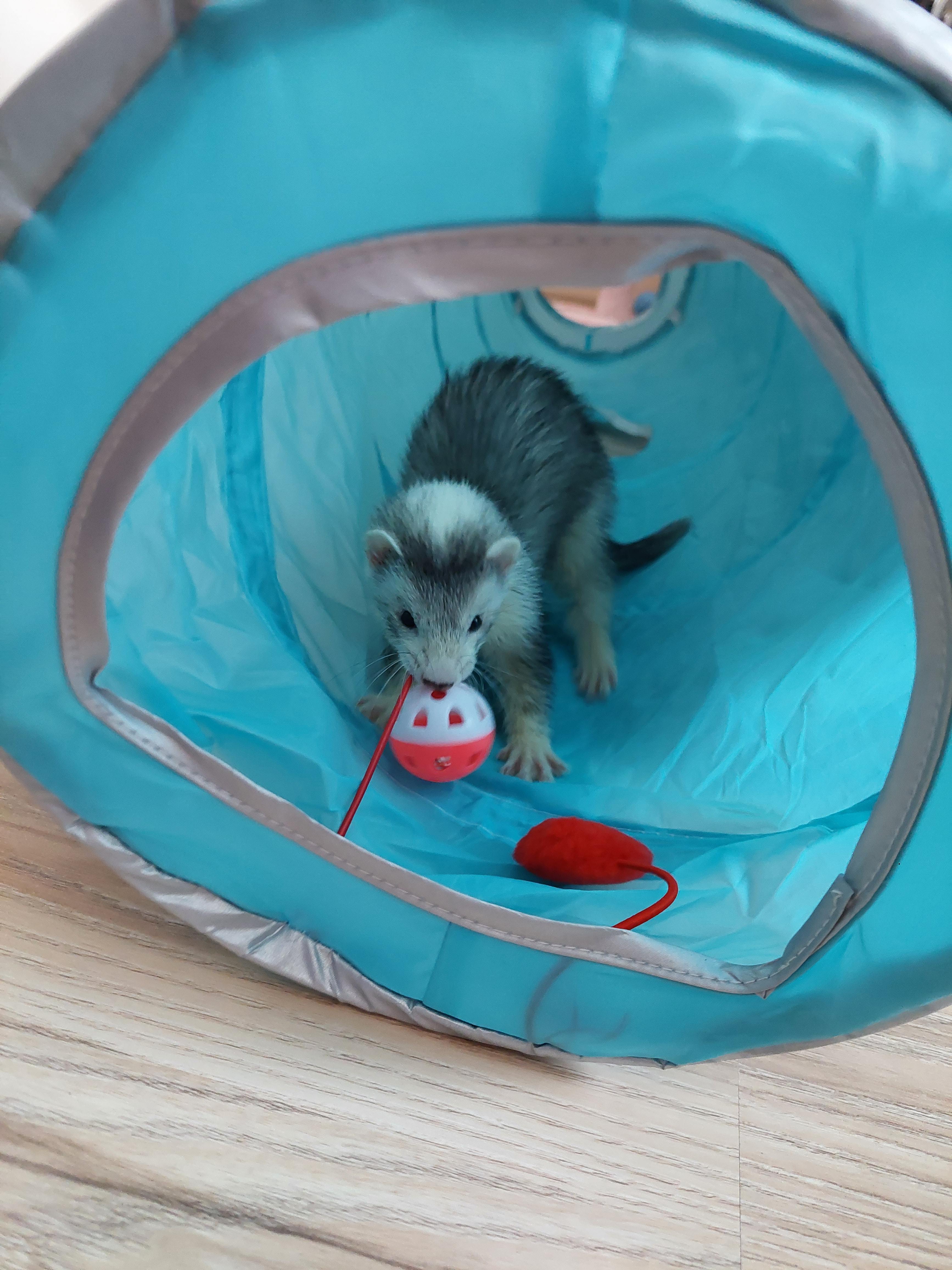

### Görények és gyerekek
A görények remek állatkák lehetnek a gyerekek számára. Természetesen, mint minden más állatot, őket sem szabad őrizetlenül hagyni csecsemőkkel, vagy kisgyerekekkel. Mivel mind a kisgyerekek, mind a görények könnyen izgalomba jönnek, és hajlamosak durván játszani. Folyamatosan figyelni kell, hogy mit művelnek egymással – mind a görény, mind a gyerek védelmének érdekében.

### A görény és egyéb állatok

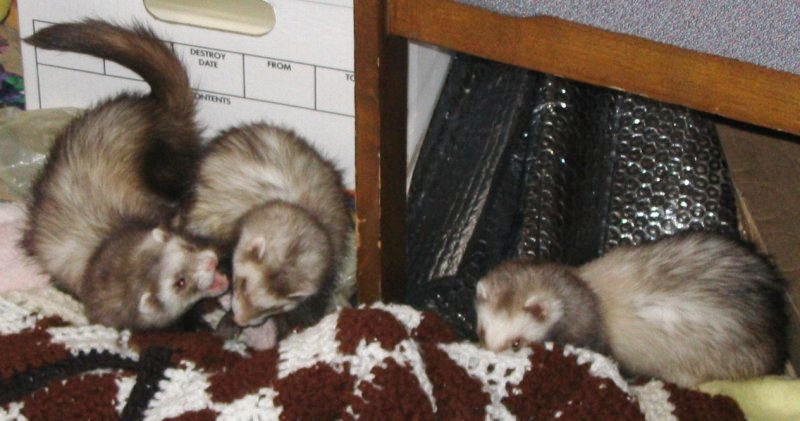
Játszó görények

A görények extrém módon társas állatok, és a legtöbb szeret játszani, és kapcsolatot teremteni más görényekkel. Emiatt ajánlott kettő, vagy három görényt tartani, de semmi baj nincs azzal, ha egyedül van, és megkapja mindazt a játékidőt és törődést, amit igényel. A görények gyakran olyan szoros érzelmi kapcsolatba kerülnek más görényekkel, hogy pár napon belül belepusztulnak, ha szétválasztják őket.
A görények eljátszadoznak ház környéki macskákkal, és kisebb, nem agresszív kutyákkal. Mindazonáltal nagy odafigyelést igényel az összeszoktatásuk bármilyen új állattal, főleg terrierekkel és más olyan jellegű fajtákkal, amik ösztönösen vadásznak görény méretű zsákmányra. A görények nem szoktathatók össze nyulakkal, madarakkal, patkányokkal, egerekkel, tengerimalacokkal és kisebb gyíkokkal, mert ezek részét képezik a természetes étrendjüknek, és az első adandó alkalommal megtámadják őket.

### Gondozás
A hobbiállatként tartott nőstény görényeket ajánlott ivartalanítani, ha nem tervezzük a szaporításukat. Ha nem párosodhatnak időben, akkor „túltüzelnek”, és a folyamatosan magas ösztrogénszint előbb-utóbb csontvelő-károsodást, ezáltal vérszegénységet (aplasztikus anémiát) okoz. Ez előfordul, hogy már nem is visszafordítható, ivartalanítás után sem.
A görényeknek rendszeresen kell vágni a körmét és tisztítani a fülét. Egyszerű körömvágók tökéletesen megfelelnek, és a legtöbb állatkereskedésben lehet kapni görényeknek készült fülpucolót.
A görények évente kétszer vedlenek, tavasszal és ősszel. Ebben az időszakban tanácsolt rendszeresen kikefélni a szőrüket és szőroldót etetni velük, ami megkönnyíti a szőr keresztülhaladását az emésztőrendszeren. Gyakori fürdetés nem szükséges. A legtöbb forrás nem ajánlja, hogy 6 hónapnál gyakrabban fürdessük a görényt, a túl gyakori fürdetés fokozza a faggyúmirigyek működését, ami miatt erősödik az állat természetes szaga. Az egy tévhit, hogy a görények bűzlenek. A rossz szag többnyire az ágyukból, vagy az almukból jön. Az ágyakat érdemes gyakran cserélni, vagy mosni, az almot pedig cserélni minden nap, vagy kétnaponta. A ketrecet típusától függően érdemes néha szétszedni, és kimosni a résekbe szorult anyagokat.
Ajánlott évente egyszer a görényeket állatorvosi vizsgálatra vinni. Gyakran nagyon ügyesen rejtegetik a betegségek jeleit, bármilyen nem szokványos viselkedés jó okot adhat a konzultációra. A görényeknek igen gyors az anyagcseréjük, ezért a különböző ráktípusok vészesen gyorsan bontakoznak ki náluk. A korai felismerés megmentheti az életüket.

## Görények egyéb jellegű alkalmazása

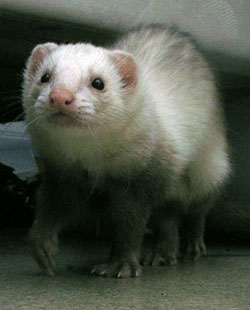
Mustela putorius furo

Mivel számos anatómiai és fiziológiai azonosságot mutatnak az emberrel, alkalmazásuk orvosi kísérletekben is igen elterjedt a virológia, a reproduktív fiziológia, az anatómia valamint az endokrinológia területén.
Egy cég reklámcélú áprilisi tréfájának bizonyult azonban az a hír, hogy londoni rendezvényszervezők görényeket alkalmaztak vezetékek és kábelek nagy csatornahálózatokon történő átvezetésére.

## Betegségeik

### Mellékvese-betegség
A mellékvese-betegség a görényeknél a mellékvesék duzzanatával jár, amit okozhat kóros sejtburjánzás vagy rák. A mellékvese-betegség oka ismeretlen, de elképzelések szerint okozhatja a nem természetes fényciklus, állandó műtápon tartás és idő előtti ivartalanítás. Tünetei a szőrhullás: a beteg görényeknek egyszerűen nem nő vissza a bundájuk, a hullás a farok tövénél kezdődik, és végighalad a görény hátán. Ilyenkor az állatok fokozottan agresszívek, nőstényeknél a tünetek között szerepel még a megnagyobbodott péra is. Kezelése az érintett mirigyek eltávolításával, melatonin implantátumok beültetésével, szteroid- és/vagy hormonterápiával lehetséges. A betegség leginkább ősszel és tavasszal ismerhető fel, a vedlés idején.

### Insulinoma (Cukorbetegség)
A hasnyálmirigy rákosodása okozza. A hasnyálmirigy inzulintermelő sejtjeinek túlburjánzása (többnyire, de nem minden esetben) az inzulin túltermeléséhez vezet, ami a vércukorszintet szabályozza. A túl sok inzulin miatt leesik a vércukorszint, ami levertséget, rohamokat és végül halált okoz. Tünetei a levertség, nyáladzás, zavartság, céltalan elbambulás és rohamok. Pontos oka ismeretlen. Feltehetőleg a háziasított görények természetellenes étrendje okozza, ami túl sok cukrot, vagy egyszerű szénhidrátot tartalmaz. Kezelése sebészeti úton a tumor eltávolításával, gyógyszeres kezelés olyan szteroidokkal, amik csökkentik az inzulintermelést, étrendváltoztatással és ezek kombinációjával történik. Sajnos a tumorok növekedése nem szüntethető meg teljesen, és a betegség újra és újra kiújul.

### Lymphoma (Fehérvérűség)
A legáltalánosabb görénybetegség. Két formája fordul elő: a fiatalkori lymphosarcoma, a gyorsan burjánzó típus, ami két évesnél fiatalabb állatoknál fordul elő, és a felnőttkori lymphosarcoma, egy lassabban kifejlődő típus, ami a négyéves kor után jelentkezik.
A fiatalkori lymphosarcoma esetén a nagy, kifejletlen limfociták gyorsan megtámadják a csecsemőmirigyet és/vagy a hasüregi szerveket, főleg a májat és a lépet. A felnőttkori lymphosarcoma esetén a végtagokban és a hasüregben lévő nyirokcsomók korán megdagadnak a kis, kifejlett limfociták inváziója miatt. A többi szervet (máj, lép, vese, tüdő) csak később támadják meg, ezért a betegség már nagyon kifejlett lehet, amikor a tünetek jelentkeznek. Tünetek:
Csakúgy, mint az embereknél, a fehérvérűség kezelhető sebészetileg, sugárkezeléssel, kemoterápiával, vagy ezek kombinációjával. A hosszútávú előrejelzések ritkán fényesek, bár a kezelés javíthat az életminőségen.

### Vírusfertőzések

#### Rövid lezajlású hurutos bélgyulladás
(ECE – epizootic catarrhal enteritis)
Vírusos megbetegedés, amely először az Egyesült Államok északkeleti részén jelent meg 1994-ben. A bél nyálkahártyájának gyulladásával jár. Görények esetén tünetei heves hasmenés (gyakran világoszöld színű széklet), étvágytalanság és komoly súlyveszteség. A vírus testnedvekkel terjed, vagy kerülőúton emberek közvetítésével. Habár amikor először feltűnt halálos volt, manapság már nem jelent nagy veszélyt megfelelő kórházi kezeléssel, intravénás folyadékpótlással. A vírus főleg idősebb görényekre veszélyes, és azonnali beavatkozást igényel.

#### Aleuti-betegség vírusa
(ADV – Aleutian disease virus)
Egy parvovírus, amit eredetileg nyérceknél fedeztek fel az Aleuti szigeteken a 20. század elején. Görényeknél a vírus a belső szerveket, főleg a veséket és az immunrendszert támadja (nem neutralizáló antitesteket termelve). Nincs gyógymód vagy vakcina a betegség ellen, és a görények hónapokig tünetmentesek maradnak. Épp ezért görényes szervezetek és tenyésztők ajánlják, hogy rendszeresen vizsgáltassuk az állatainkat, és ha találkozunk a vírussal, különítsük el a fertőzött állatot.

#### Veszettség
(rhabies)
Harapással, nagyon ritkán, elsősorban a amerikai földrészen, a vérszívó denevérekben előforduló fajtája aerogén úton is, terjedő vírus okozta betegség, ami megkapása esetén kivétel nélkül halálos. Az ember is elkaphatja elsősorban a veszett állatok harapása által. Szigorúan lakásban tartott görények esetén sem tekinthetünk el veszélyességétől, a nagyon hosszú lappangási idő, és a végzetessé váló emberi fertőzés lehetősége miatt. Ajánlott (Magyarországon kötelező) az évenkénti megelőző oltás. Habár ez életfontosságú, nem vita nélküli, mivel a vakcina nagyon ritkán túlérzékenységi sokkot okozhat. Néhány állatorvos előnyben részesíti a görények előkezelését Benadryllal. Az Egyesült Államokban jelenleg két vakcina létezik kimondottan görények részére, amit az USDA elfogadott. Más országokban nincsenek kifejezetten görényeknek engedélyezett vakcinák, általában kutyáknak készült veszettség elleni oltóanyagot használnak.

#### Szopornyica
A Canine Distemper vírus által okozott fertőző megbetegedés, amire a görény kifejezetten érzékeny. A szopornyicavírus valójában egy Morbillivírus, ami egyik állatról a másikra terjedhet át, vagy az ember kezével, ruháján át kerülhet az állatra. Ezért különösen fontos a görények beoltása, és a betegség mielőbbi felismerése.

### Waardenburg-féle mintázat
Az olyan görények, amelyeknek fehér sáv van a pofáján, vagy a teljes fejük fehér (főleg borz és panda mintázatúak) majdnem biztos hogy hordoznak egy a Waardenburg-szindrómához hasonlatos genetikai hibát. Egyebek mellett ez koponyadeformáltságot okoz az anyaméhben, jelei kiszélesedett koponya, fehér arcjelek, és részleges vagy teljes süketség. Nagyjából a Waardenburg-mintázatú görények 75%-a süket. Ezen túl a koponyadeformáció növeli a halva, vagy szájpadlás-hasadékkal születés esélyét. Ezek miatt felelős tenyésztők nem pároztatnak Waardenburg-mintázatú görényeket. Szerencsére a probléma leginkább az amerikai állományt érinti, Európába nagyon kevés ilyen állat került.

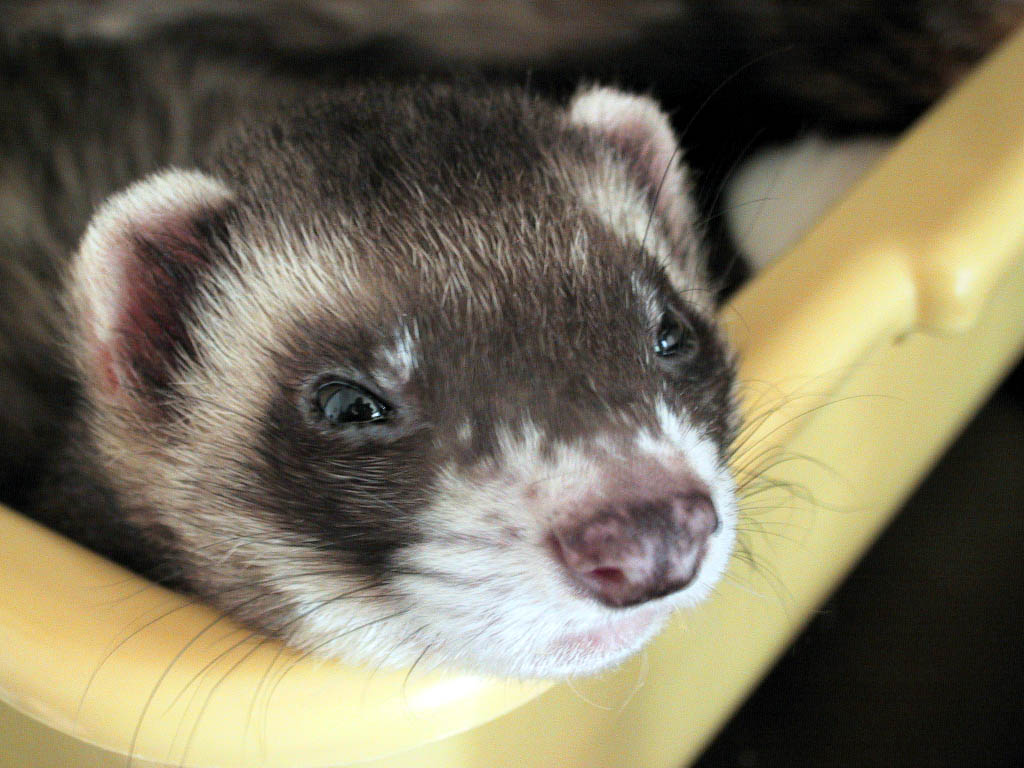
Egy 'vadas' görény, a leggyakoribb színvariáció

A színű és mintázatú lehet. A leggyakoribbak a következők:
| Színek: - vadas (fekete, sötét, standard, világos) - albínó (piros szemmel) - ezüst (sötét, világos) - bézs (fahéj, pezsgő, narancs, kakaó, sötét, világos) - sötét szemű fehér (DEW) - blackself (fekete) | Mintázatok: - standard (minta nélküli) - harlekin (fehér zoknik, mind a 4 lábon, torokfolt) - panda (fehér fej) - borz (fehér sáv a fej középvonalánál a homlokon) |  |

## Görények mint kártevők
1877-ben új-zélandi farmerek azt követelték, hogy görényeket telepítsenek be az elszabadult nyúlpopuláció kordában tartására. A nyulakat egyébiránt szintén ők maguk telepítettek be. 1879-ben öt vadászgörényt importáltak, majd 1882-83-ban további 32 szállítmány érkezett Londonból, összesen 1217 állat. Csak 678 élte túl az utazást, de 198-at küldtek Ausztráliából is. Utazás közben valahogy keveredtek közönséges görényekkel, olyan hibrideket létrehozva ezzel, amelyek képesek megélni a vadonban. 1884–86 között közel 4000 görény és hibrid szabadult el. Az emberek csak a nyúlpopuláció megcsappanása után kezdtek aggódni amiatt, hogy ezek az állatok ki fogják irtani az őshonos fajokat. Pontosan ez történt, tudniillik Új-Zéland madárfajai olyan környezetben fejlődtek ki, ahonnan hiányoztak a ragadozók.